# بیورن هلگه ریسه
بیورن هلگه ریسه (نروژی: Bjørn Helge Riise؛ زادهٔ ۲۱ ژوئن ۱۹۸۳) بازیکن فوتبال اهل نروژ است.
از باشگاه‌هایی که در آن بازی کرده‌است می‌توان به باشگاه فوتبال استاندارد لیژ، باشگاه فوتبال وایکینگ، باشگاه فوتبال شفیلد یونایتد، باشگاه فوتبال پورتسموث، باشگاه فوتبال لیلستروم، باشگاه فوتبال فولام، و باشگاه فوتبال السوند اف. کی اشاره کرد.
وی همچنین در تیم‌های ملی فوتبال زیر ۲۱ سال نروژ و نروژ بازی کرده‌است.